# جيف راكلي
جيف راكلي (بالإنجليزية: Jeff Rackley)‏ (مواليد 12 سبتمبر 1952) هو ملاكم نيوزيلندي، مثّل بلاده في الألعاب الأولمبية الصيفية 1972.

## روابط خارجية
جيف راكلي على موقع أوليمبيديا (الإنجليزية)